# Arthur Bullock
Arthur Bullock (7 tháng 10 năm 1909 – 1997) là một cầu thủ bóng đá người Anh thi đấu ở vị trí tiền đạo ở Football League cho Hull City và York City, và ở bóng đá non-league cho Bridlington Town. Ông có 2 lần khoác áo đội học sinh Anh năm 1924.